# Mistrzostwa Świata w Short Tracku 1998
23. Mistrzostwa Świata w Short Tracku odbyły się w Austrii, w Wiedniu, w dniach 20 - 22 marca 1998 roku. Rozegrano 10 konkurencji: 500 m, 1000 m, 1500 m, 3000 m kobiet i mężczyzn oraz sztafetę 3000 m kobiet i 5000 m mężczyzn. Medale przyznano w wieloboju i sztafetach. W klasyfikacji medalowej najlepsi byli Chińczycy.

## Klasyfikacja medalowa
| Lp. | Kraj              | Złoto | Srebro | Brąz | Razem |
| 1.  | Chiny             | 2     | 1      | 1    | 4     |
| 2.  | Kanada            | 2     | 0      | 0    | 2     |
| 3.  | Korea Południowa  | 0     | 3      | 1    | 4     |
| 4.  | Włochy            | 0     | 1      | 0    | 1     |
| 5.  | Stany Zjednoczone | 0     | 0      | 1    | 1     |

## Medaliści
| Konkurencja | Złoto                                                                                    | Srebro                                                                                   | Brąz                                                                          |
| Mężczyźni   |                                                                                          |                                                                                          |                                                                               |
| Wielobój    | Marc Gagnon                                                                              | Fabio Carta                                                                              | Kim Dong-sung                                                                 |
| Sztafeta    | Kanada Derrick Campbell · Marc Gagnon · Mathieu Turcotte · François Drolet · Éric Bédard | Korea Południowa Kim Dong-sung · Chae Ji-hoon · Lee Ho-eung · Lee Jun-hwan · Kim Sun-tae | Chiny Li Jiajun · Feng Kai · An Yulong · Yuan Ye                              |
| Kobiety     |                                                                                          |                                                                                          |                                                                               |
| Wielobój    | Yang Yang (A)                                                                            | Chun Lee-kyung Wang Chunlu                                                               |                                                                               |
| Sztafeta    | Chiny Yang Yang (A) · Yang Yang (S) · Wang Chunlu · Sun Dandan · Qin Na                  | Korea Południowa Chun Lee-kyung · Won Hye-kyung · Kim Yun-mi · An Sang-mi                | Stany Zjednoczone Amy Peterson · Erin Porter · Sarah Lang · Caroline Hallisey |

## Wyniki
| Konkurencja | 1.             | 2.                | 3.                 |
| Mężczyźni   |                |                   |                    |
| 500 metrów  | Kai Feng       | Éric Bédard       | Yuan Ye            |
| 1000 metrów | Marc Gagnon    | Satoru Terao      | Fabio Carta        |
| 1500 metrów | Marc Gagnon    | Fabio Carta       | Kim Dong-sung      |
| 3000 metrów | Kim Dong-sung  | Michele Antonioli | Fabio Carta        |
| Kobiety     |                |                   |                    |
| 500 metrów  | Wang Chunlu    | Annie Perreault   | Marinella Canclini |
| 1000 metrów | Yang Yang (A)  | Chun Lee-kyung    | Kim Yun-mi         |
| 1500 metrów | Yang Yang (A)  | Wang Chunlu       | Ewgenija Radanowa  |
| 3000 metrów | Chun Lee-kyung | Yang Yang (A)     | Ewgenija Radanowa  |